# Auchy-au-Bois
Auchy-au-Bois ist eine französische Gemeinde mit 549 Einwohnern (Stand 1. Januar 2022) im Département Pas-de-Calais in der Region Hauts-de-France. Sie gehört zum Arrondissement Béthune und zum Gemeindeverband Béthune-Bruay, Artois-Lys Romane.

## Geographie
Auchy-au-Bois liegt am Westrand des Nordfranzösischen Kohlereviers, 20 Kilometer westlich von Béthune. Die Hauptstraße durch die Gemeinde verläuft auf einer alten Heerstraße des Systems Chaussée Brunehaut. Nachbargemeinden von Auchy-au-Bois sind Rely im Norden, Ames im Osten, Amettes im Südosten, Nédonchel im Süden, Westrehem im Südwesten sowie Ligny-lès-Aire im Westen und Nordwesten.

## Bevölkerungsentwicklung
| Jahr                       | 1962 | 1968 | 1975 | 1982 | 1990 | 1999 | 2006 | 2014 | 2022 |
| -------------------------- | ---- | ---- | ---- | ---- | ---- | ---- | ---- | ---- | ---- |
| Einwohner                  | 480  | 470  | 481  | 424  | 387  | 414  | 420  | 470  | 549  |
| Quellen: Cassini und INSEE |      |      |      |      |      |      |      |      |      |

## Kultur und Sehenswürdigkeiten
- gotischen Kirche Saint-Gilles aus dem Jahr 1669
- mittelalterlicher Turm des Château de Fromentel
- Wasserturm

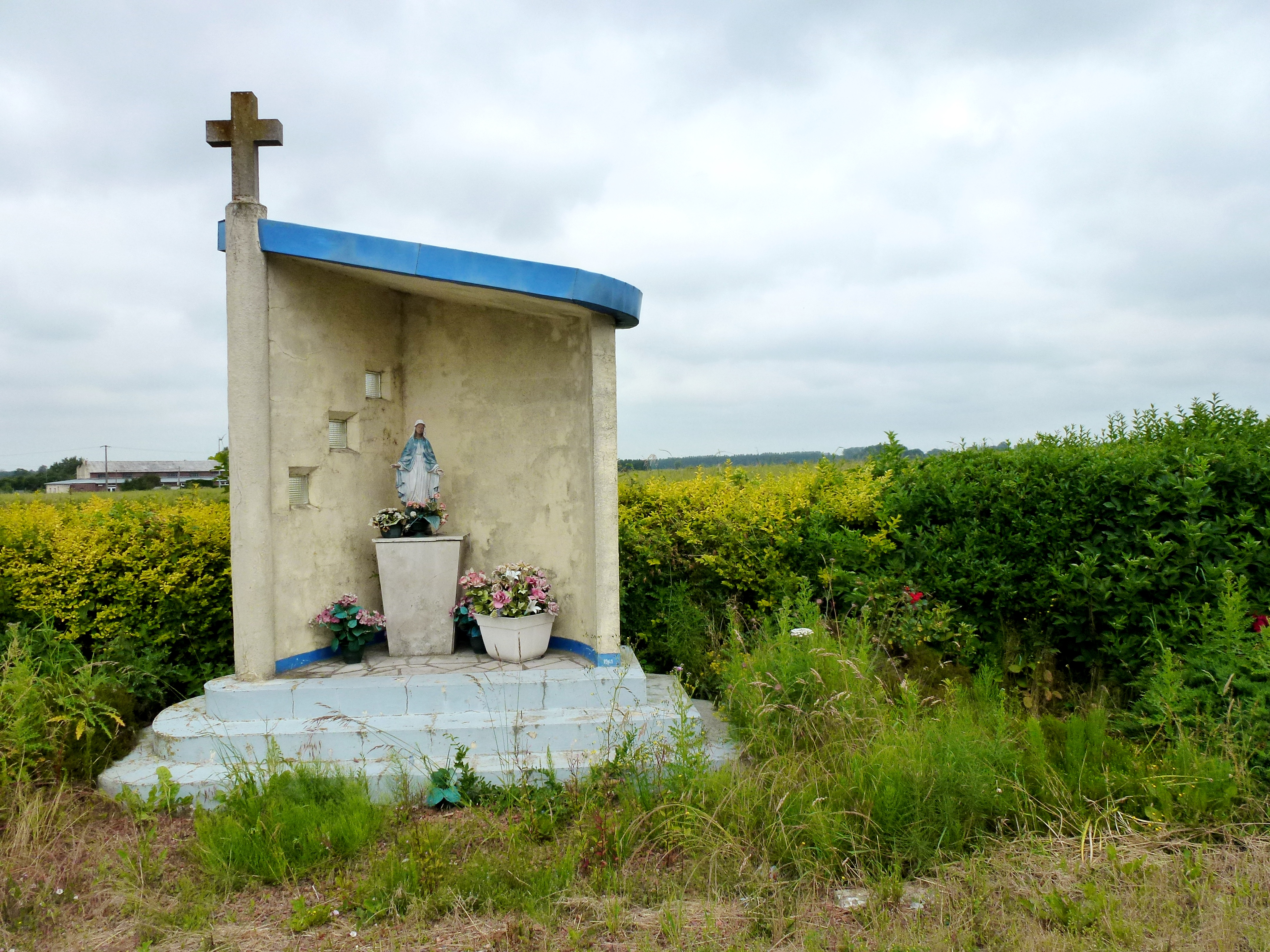
Oratorium Notre-Dame
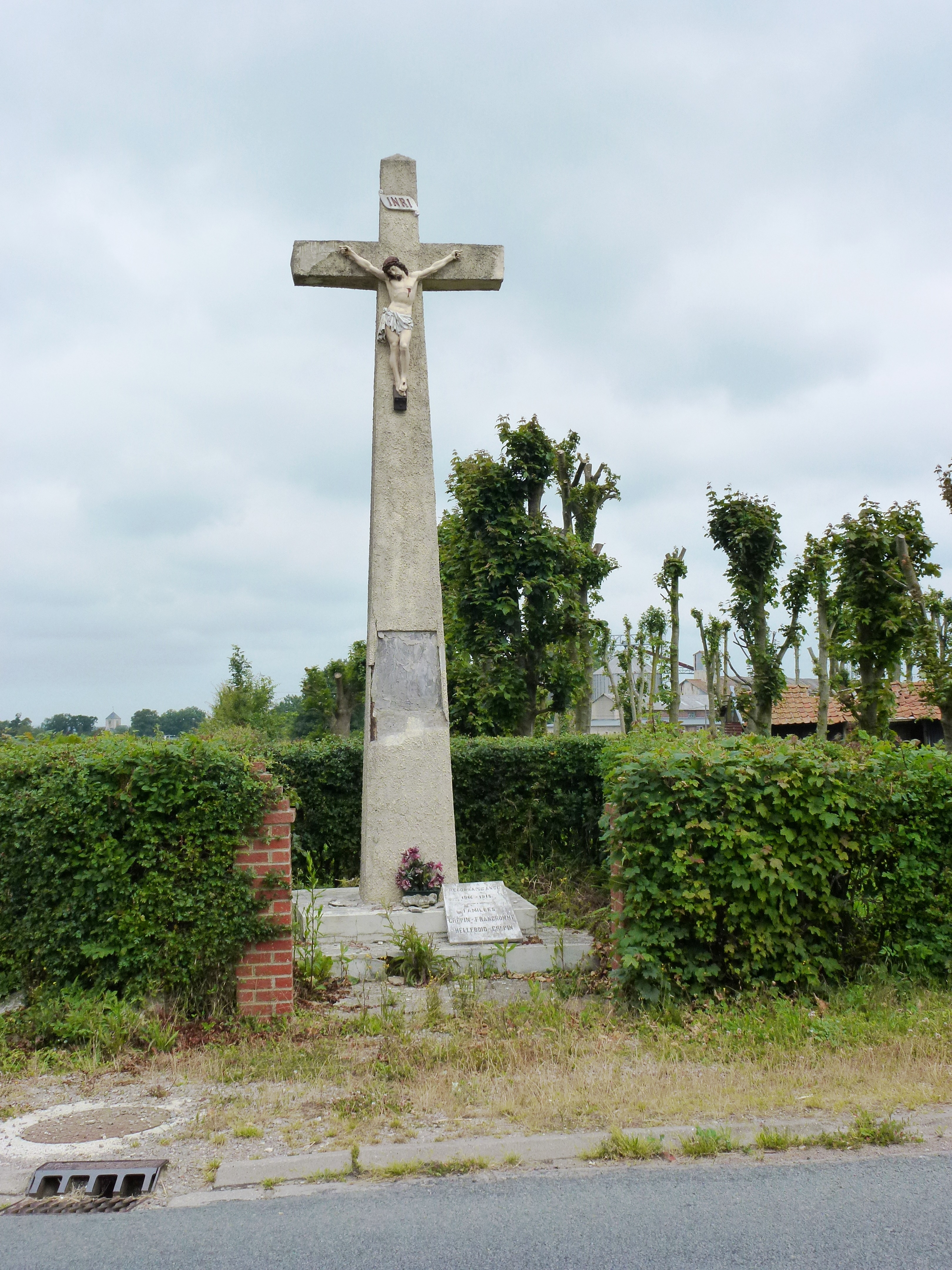
Wegkreuz und Gefallenendenkmal
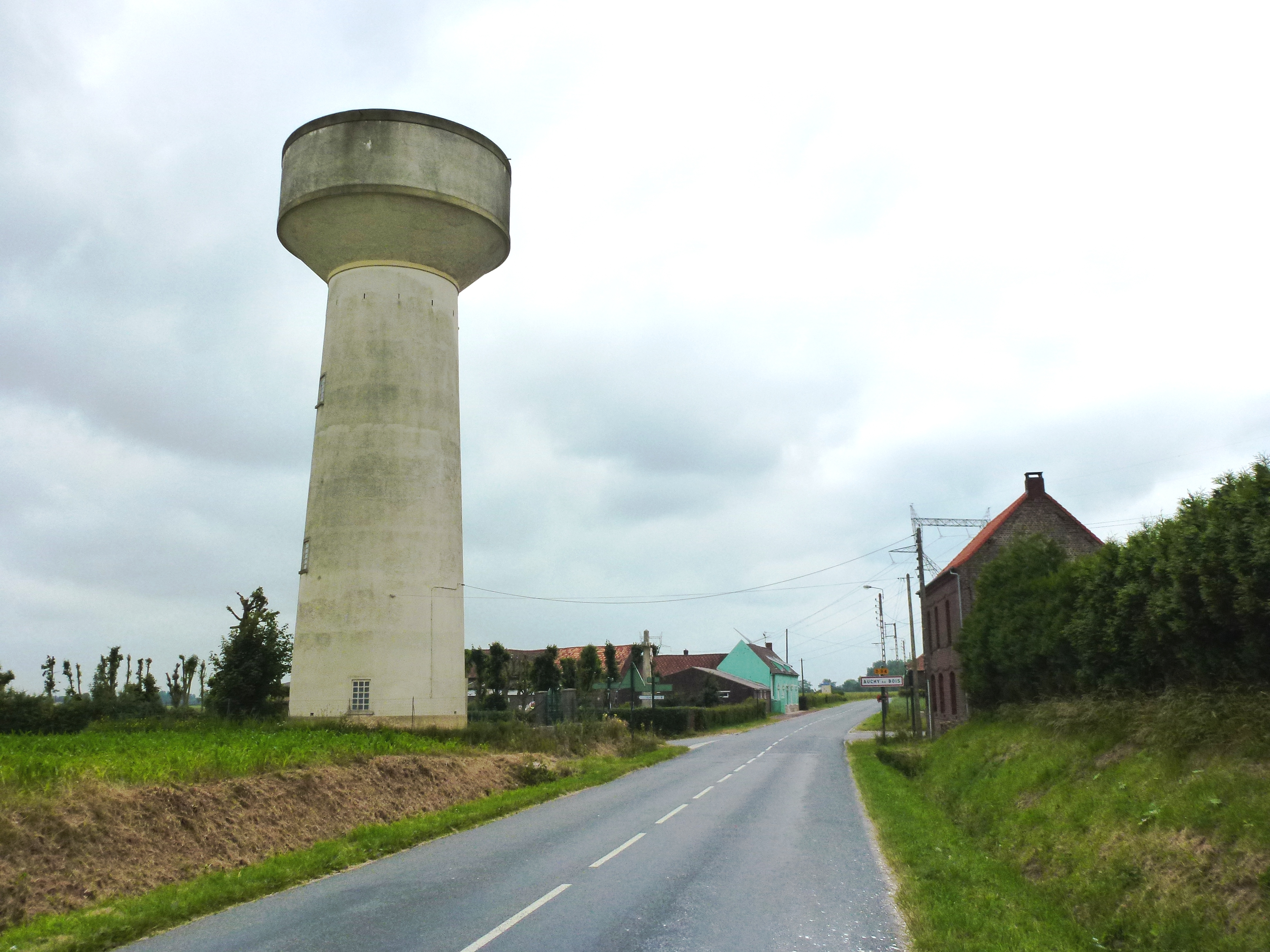
Wasserturm
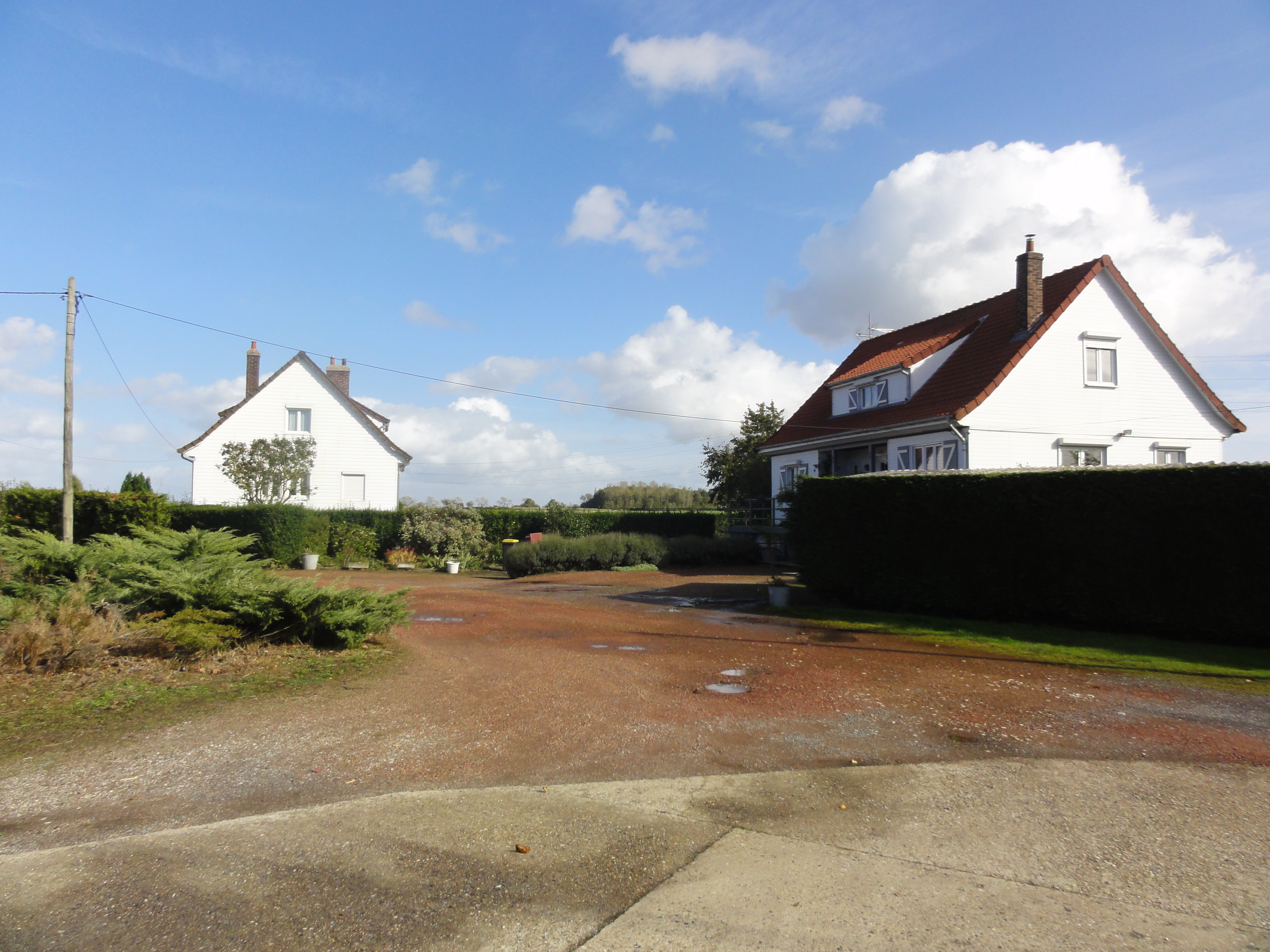
Ehemalige Bergarbeiterhäuser der Cité de la fosse n° 3
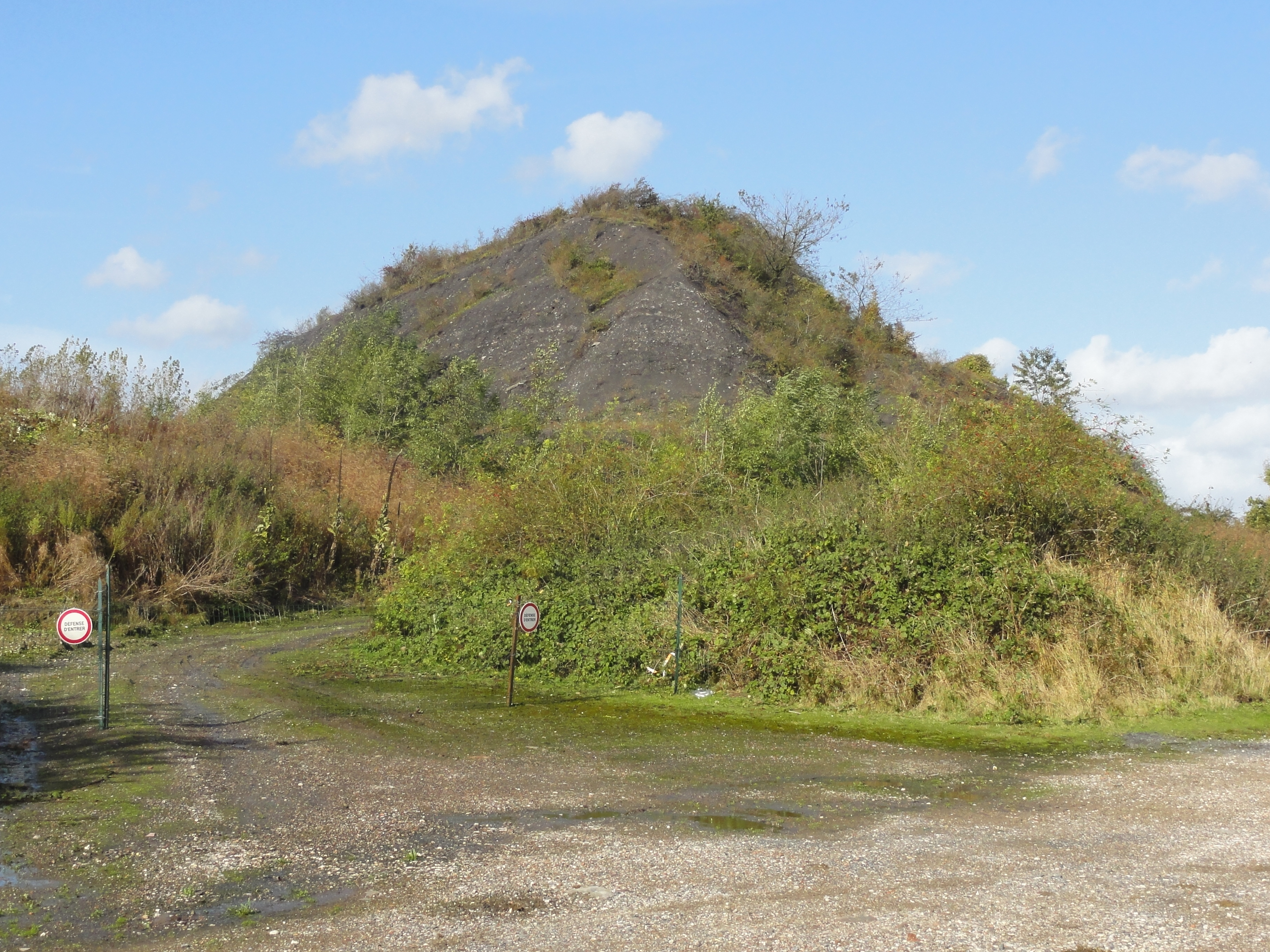
Abraumhalde

## Wirtschaft
Mitte des 19. Jahrhunderts wurden die Steinkohlevorkommen unter Tage abgebaut. Die Vorkommen wurden von 1852 bis 1886 ausgebeutet. Dabei konnten auch paläobotanische Erkenntnisse gewonnen werden.